# Teresa Ramires
Teresa Ramires (španski: Teresa Ramírez; latinski: Tarasia; Teresa Leonska) bila je srednjevekovna infantkinja kraljevine Leona te kraljica kraljevine Pamplone iz dinastije Beni Alfons.

## Biografija
Teresa je možda rođena 928. godine.
Njen otac je bio kralj Ramiro II od Leona (španski: Ramiro II de León), koji je poznat i kao Ramiro Veliki ili Ramiro Vrag.
Majka joj je bila Ramirova prva supruga, kraljica Leona Adosinda Gutijeres, koja je bila bliska Ramirova rođaka.
Oko 943. godine Teresa se udala za kralja Pamplone Garsiju Sančesa I, nakon šta se on razveo od svoje rođake Andregote. Garsija je bio sin kralja Sanča I te brat kraljice Leona Urake.
943. Teresa i njen muž donirali su zemlju manastiru San Millán de la Cogolla.

## Deca
- Ramiro Garses od Vigere[2] (kralj)
- infant Himeno
- infantkinja Uraka